# Мангры
Ма́нгры, или ма́нгрова, или мангровы, или мангровые леса (от англ. mangrove), — вечнозелёные лиственные леса, произрастающие в приливно-отливной полосе морских побережий и устьев рек в местах, защищённых от энергии волн коралловыми рифами или островами. Распространены в тропиках, иногда в зонах с умеренным климатом (там, где этому благоприятствуют морские течения). Они занимают полосу между самым низким уровнем воды во время отлива и самым высоким во время прилива — литораль.
С биогеографической точки зрения мангры являются интразональными биоценозами.
Мангровые леса заливаются водой приливов 10—15 раз в месяц, и поэтому они затоплены около 40 % общего времени. Мангры могут расти только при одновременном наличии пологого берега, высоких приливов, слабосолёной воды и отсутствия сильных волн. Солёность океанической воды снижается за счёт смешивания с речной, дождевой или от пресноводных источников. Обычно концентрация соли в водах, окружающих мангры (35 г/л), находится между солёностью пресной и морской воды; тем не менее в некоторых местах (например в дельте Инда), из-за сильного испарения, концентрация солей в манграх может быть в два раза выше, чем в море. Дополнительное препятствие для жизнедеятельности растений создают колебания солёности при приливах и отливах.
Мангровые заросли производят впечатление переувлажнённых скверно пахнущих болот, характерными чертами которых являются грязь, метан, причудливость деревьев, изобилие москитов и, в меньшей степени, змей. Несмотря на это, они представляют интерес для исследователей как одна из важнейших и богатейших экосистем.
С давних времён мангры вырубались для получения деловой древесины, топлива и сырья для красителей и кожевенного производства (в коре ризофоровых до 40 % дубильных веществ), поэтому они сохранились на относительно небольших территориях. В некоторых местах их в настоящее время восстанавливают.

## Этимология
Русские названия мангровых лесов происходят от английского mangrove.
В английский язык слово mangrove проникло в XVII веке и вероятно происходит от испанского mangle или португальского mangue, которые могли быть заимствованы из языков индейцев таино. Его происхождение может восходить к старомалайскому слову manggi-manggi, но в этом случае трудно объяснить его широкое распространение в Америке. Окончательную форму mangrove слово приняло благодаря ассоциации с английским grove — роща.

## Распространение
Распространены мангровые леса в основном во влажных тропиках — преимущественно на участках вдоль побережий Восточной Африки, Южной Азии, Австралии и Океании, в приливно-отливной полосе морских побережий и устьев рек в местах, защищённых от энергии волн коралловыми рифами или островами. Они занимают полосу между самым низким уровнем воды во время отлива и самым высоким во время прилива — литораль.
Теплолюбивость растений, образующих мангровые леса, ограничивает зону их распространения. Мангровые растения могут выжить при температуре воздуха ниже 5° С, но они, особенно проростки, не переносят заморозки. Ещё в большей степени распространение мангров зависит от температуры воды, их ареал ограничен зимней изотермой 20° С, при приближении к которой видовое разнообразие снижается. Тёплые морские течения способствуют распространению мангров во внетропические районы (Бермудские острова, Южная Япония, Австралия и Новая Зеландия).
На север мангры распространяются до 32° с. ш. во Флориде и на Бермудских островах, в заливе Акаба Красного моря, на юге Японии. Южная граница ареала мангров проходит на востоке Африки в окрестностях Дурбана (33° ю. ш.), на востоке Австралии — 38° ю.ш, на атлантических берегах Америки — на юге Бразилии (28°20' ю. ш.). Наименьшая протяженность распространения мангров на тихоокеанском побережье Америки, от Нижней Калифорнии на севере до 3°48' ю. ш. в Южной Америке — южнее развитию мангровой растительности здесь препятствует холодное Перуанское течение. В Африке мангры произрастают преимущественно в эстуариях крупных рек, распространению южнее 9° ю. ш. препятствует сухость климата континента.
Общая площадь, занимаемая мангровыми лесами, в 2005 году оценивалась примерно в 15,2 млн га. Мангровые леса занимают около 0,7 % всей территории тропических лесов, 42 % находятся в Азии, 20 % в Африке, 15 % в Северной и Центральной Америке, 12 % в Океании и 11 % в Южной Америке. 48 % мангровых лесов приходятся на 5 стран — Индонезию, Австралию, Бразилию, Нигерию и Мексику.

## Структура
Древостой мангровых лесов обычно сомкнутый, образован деревьями высотой 8—15 м. В Восточном полушарии встречаются деревья, достигающие высоты 27-30 м. Частота и продолжительность затопления, разница в солёности воды, соотношения песка и ила в грунтах определяют наличие в лесу поясов с преобладанием разных лесообразующих пород. В мангровах обычно господствуют 1—2 вида, полидоминантные сообщества встречаются реже. На границе распространения часто доминирует один вид — например, Kandelia obovata в Южной Японии или Лагункулярия кистевидная в Бразилии.
Первыми на побережьях обычно вырастают ризофоры, они занимают полосу, прилегающую к морю, принимают на себя удары ветра и морских волн. В процессе сукцессии их часто сменяют авиценнии — наиболее устойчивые к соли мангровые растения. Густые прямоствольные леса из бругиеры предпочитают менее влажные внутренние участки мангров, их же предпочитают и конокарпусы, цериопсы произрастают ещё выше. Эгицерас и нипа произрастают по берегам рек и их эстуариев, где влияние солёной воды не очень велико. В полосе перехода к сухопутным влажнотропическим лесам древостой образуют пальмы нипа кустистая, финиковая Phoenix paludosa и др.
Полог мангрового леса настолько сомкнут, что в нижние ярусы проникает мало света, поэтому растительности здесь практически нет. Зарастанию нижних ярусов также препятствуют колебания уровня воды и отсутствие достаточно твёрдого грунта. Лиан и эпифитов мало.
Лесная подстилка в мангровых лесах как правило не накапливается, а вымывается отливами и сезонными паводками, что определяет зависимость продуктивности мангровых лесов от приносимых реками питательных веществ и их уязвимость для любых изменений, среди которых особенно заметны вызванные человеческой деятельностью.
Почвы в манграх практически не содержат кислорода, так как концентрация кислорода в воде значительно ниже, чем в воздухе, а то небольшое количество, которое попадает в воду и почву, используют бактерии.

## Биологические особенности мангровых растений
Растения-мангры — группа разнообразных растений, которые приспособились к частым затоплениям приливами, подвижности субстрата, отсутствию кислорода в почве, повышенному содержанию солей и колебаниям солёности воды и почвы — пересыхание грунта под манграми во время отлива увеличивает концентрацию соли в нём в несколько раз.

### Корни
Всем тканям растений, в том числе и подземным, требуется кислород для дыхания. В илистой почве мангров он практически отсутствует, одним из приспособлений для снабжения кислородом своих подземных тканей у мангровых растений являются воздушные корни. Они могут иметь разнообразную форму: змеевидную, коленчатую, спаржевидную (растущие вертикально вверх пневматофоры). Некоторые деревья, произрастающие на менее анаэробных почвах, например, эксцекарии и эгиалитисы, не имеют специальных дыхательных корней. Их корни располагаются в непосредственной близости к поверхности, в относительно обеспеченной кислородом зоне. Основным способом движения газов в мангровых корнях является диффузия через чечевички и аеренхиму. Дополнительно помогает повышение давления воды при приливе, при котором корни сжимаются и часть воздуха выдавливается, и понижение давления воды при отливе, при котором воздух засасывается в корни. Это можно сравнить со вдохом и выдохом у позвоночных. Воздухоснабжение мангровых корней настолько совершенно, что они могут способствовать аэрации прилегающей к ним почвы.
Корневая система мангровых деревьев служит также для надёжного закрепления растений на зыбком илистом дне. Они не имеют возможности глубоко проникать в лишённый кислорода грунт. Устойчивость может эффективно обеспечиваться либо придаточными опорными, т. н. ходульными корнями, как у ризофоровых, либо горизонтальным распространением корневой системы, как у авиценний. Из-за необходимости обеспечивать устойчивость в сложных условиях, корневая система мангровых растений составляет относительно большую их часть по сравнению с другими деревьями.

#### Ходульные корни
У большинства деревьев корни ответвляются от ствола только под землёй. У ризофор корни отрастают от дерева на высоте более 2 м и углубляются в почву на некотором расстоянии от основного ствола, который с глубиной становится тоньше и постепенно сходит на нет. Корни такого типа названы ходульными как из-за своеобразного внешнего вида, так и потому, что они, как и ходули, представляют собой дополнительную опору, столь необходимую на зыбких грунтах мангровых болот. Опорные корни могут содержать почти четверть наземной биомассы деревьев.
В период роста до достижения почвы воздушные корни могут удлиняться на 9 мм в день. Разветвляются они только при повреждениях, например, насекомыми или ракообразными. Достигнув почвы, корни растут вертикально вниз, а от наземной части может ответвляться следующая петля в направлении от дерева. Воздушные корни соседних деревьев могут переплетаться, часто делая мангровые леса труднопроходимыми.
В структуре таких корней можно выделить относительно горизонтальные арки и вертикальные колонны. Колонны выполняют функцию снабжения кислородом подземных участков корней. Воздух проникает внутрь корней через многочисленные поры в коре, так называемые чечевички, открытые только в воздушной среде. В подземных частях воздух содержится в аэренхиме — специальной воздухосодержащей ткани, которая имеет пустоты в виде трубок, направленных вдоль оси корня. Эти пустоты видны невооружённым глазом. В зависимости от среды (воздух, вода, дренирующий песок или грязь) и освещённости, которая влияет на возможность осуществлять фотосинтез (корни ризофоровых могут содержать хлорофилл), содержание воздуха в корнях может колебаться от 0—6 % до 42—51 %.

#### Пневматофоры
У представителей родов Авиценния и Соннератия от распространяющихся в радиальном направлении мелкозалегающих горизонтальных корней ответвляются вверх, поднимаясь над землёй и водой, вертикальные структуры, так называемые пневматофоры. Возможность снабжения воздухом подземных частей обеспечивает их анатомическое строение — тонкая кора, многочисленные чечевички, хорошо развитая система воздухоносных межклетников — аэренхима может составлять до 70 % объёма корней.
У авиценний пневматофоры высотой до 30 см растут через 15—20 см, у соннератий их высота может достигать 3 м. Одно дерево авиценнии высотой 2—3 м может иметь до 10 тыс. пневматофор. Однако высокая плотность пневматофор замедляет течение воды и этим способствует накоплению осадков, что может способствовать захоронению пневматофор.

#### Коленчатые корни
Коленчатые корни характерны для бругиеры и ксилокарпуса. Они растут неглубоко под поверхностью почвы, периодически поднимаясь над ней и погружаясь снова. У вида Ксилокарпус гранатовый корни по форме напоминают синусоиду.

### Солеустойчивость
Все мангровые древесные растения являются галофитами, они приспособлены к повышенному содержанию соли. Средняя для мест произрастания мангров солёность воды 35 г/л создаёт осмотическое давление 2,5 МПа, препятствующее всасыванию воды. Приспособления к выживанию в условиях нехватки пресной воды в основном сводятся к механизмам, препятствующим всасыванию солей с водой, приспособленности тканей к повышенной солёности и выведению солей при помощи секреции.
Биологические особенности мангр позволяют их корням при всасывании опреснять воду, тем не менее в ней остаётся около 0,03 % соли. Поэтому соль накапливается в тканях — например, в коре стволов и корней или в старых листьях, впоследствии опадающих.
Для обеспечения достаточного поступления воды относительная масса корней растений мангровых лесов велика по сравнению с прочими растениями и уменьшается со снижением солёности окружающей воды.
Для выведения избытка солей листья обладают солевыводящими желёзками, листья у некоторых бывают полностью покрыты кристалликами соли.
Для экономии пресной воды мангровые растения могут ограничивать потерю влаги через листья. Они могут регулировать открытие устьиц (небольших пор на поверхности листьев, через которые совершается обмен двуокисью углерода и водяным паром во время фотосинтеза), однако уменьшение испарения снижает охлаждение листьев, а при слишком высокой температуре фотосинтез снижает свою эффективность и даже полностью приостанавливается. Избежать перегрева позволяет способность изменять ориентацию своих листьев. Поворачивая листья таким образом, чтобы избежать жестких лучей полуденного солнца, они уменьшают испарение с поверхности листа без дополнительного его нагрева. Сохранению воды способствует сама конструкция сочных, часто суккулентных листьев мангровых растений. Верхняя часть их толстой эпидермы нередко покрыта восковым налётом, нижняя — плотным слоем волосков.
Несмотря на все приспособления, концентрация соли в мангровых растениях всё же выше, чем у не мангровых, что отрицательно сказывается на работе ферментов. Для предохранения ферментов от разрушения и для компенсации разницы осмотического давления в разных частях клеток используются различные вещества, например бетаин, пролин, маннит.

### Размножение

#### Опыление
Способы опыления у растений определяются исходя из размеров, формы и строения их цветков и пыльцы, а также из посещаемости цветков переносчиками пыльцы. Ризофоры, производящие большие количества порошка пыльцы, относятся к ветроопыляемым растениям, несмотря на то, что их цветки производят некоторое количество нектара и благодаря этому посещаются пчёлами. Соннератия опыляется летучими мышами и бражниками. Виды бругиеры с крупными цветками опыляются птицами, с мелкими — бабочками. Основными опылителями аканта, эгицераса, авиценнии, эксцекарии и ксилокарпуса являются разнообразные пчёлы. Цериопс, канделия и некоторые другие виды опыляются мелкими насекомыми, нипа — мелкими пчёлами или дрозофилами.
У большинства видов бругиеры и цериопса опыление происходит при помощи своеобразного механизма выстреливания пыльников. Непосредственно после раскрывания нити тычинок пружинообразно сложены и зажаты лепестками. Малейшее прикосновение вызывает мгновенное разворачивание лепестков, при этом тычиночные нити распрямляются, пыльники вскрываются и выстреливают облачко пыльцы. После скорого опадания лепестков и пустых пыльников становится активным рыльце, выделяющее капельку нектара.

#### Семена и вивипария
Благодаря наличию воздухоносных тканей мангровые плоды плавучие, приспособленные к распространению по воде. В отличие от большинства растений, семена которых прорастают в почве, для многих растений мангров характерна вивипария — прорастание семян, не отделившихся от материнского дерева.
В отличие от большинства прочих растений, их эмбрион развивается сразу после опыления без продолжительного периода покоя. Период от этого момента до готовности покинуть родительское растение может растягиваться на несколько месяцев. К этому времени проросток, в зависимости от вида, может либо полностью оставаться внутри плода, как у авиценнии и эгицераса (скрытая вивипария), либо прорастает через плод наружу, как у ризофоровых.
Покинув родительский плод, сеянец может укорениться на месте падения, но обычно некоторое время плавает, иногда перемещаясь на значительные расстояния, вплоть до десятков километров. Проплавав некоторое время (около месяца) в горизонтальном положении, проросток ризофоры принимает вертикальное и примерно через десять дней теряет плавучесть и укореняется на дне. Если в месте затопления нет подходящих условий, проросток восстанавливает плавучесть и через некоторое время достигает дна в другом месте. Этот цикл может повторяться несколько раз. Остальные живородящие растения мангров в своём развитии имеют те же этапы — плавучий дрейф, затопление, развитие корня, достижение дна, укоренение.
Поскольку живородящие мангры являются представителями самых разнообразных семейств, все остальные представители которых размножаются обычным способом, вивипария является примером эволюционной конвергенции.
У мангровых деревьев, размножающихся относительно «традиционными» семенами, размеры семян и плодов могут сильно варьировать, от нескольких миллиметров длиной, до плодов весом 3 кг с 20 семенами (Ксилокарпус).

## Флора мангров
Флористический состав мангровых лесов относительно однообразен. Насчитывается 55 видов деревьев и кустарников, принадлежащих к 20 родам, относящимся к 16 семействам, которые встречаются почти исключительно в мангровых фитоценозах. Кроме них можно встретить и виды, распространённые и в других растительных сообществах. Западноафриканские и американские мангры значительно беднее мангров восточной формации, произрастающих вдоль берегов Индийского и западных берегов Тихого океана — в восточных манграх доминируют около 30 видов деревьев, в то время как в западных — всего 4. Наиболее роскошны и флористически разнообразны мангры Малайского архипелага. В целом, в манграх Земли преобладают представители семейств Ризофоровые и Акантовые — из примерно 30 видов основных мангровых деревьев около 25 принадлежат этим семействам.
Выраженной границы между мангровыми сообществами и прилегающими ландшафтами часто не существует и бывает достаточно сложно судить об отнесении некоторых видов растений к характерным для мангров. Некоторые характерные черты мест произрастания мангров, такие как влияние приливов, солёность, консистенция грунта могут встречаться и в других местах, например сухопутных болотных лесах, на побережьях, занятых другими типами растительности, засоленных равнинах и т. п. Томлинсон предложил разделить растения, произрастающие в мангровых лесах на три группы — основные компоненты, менее значимые второстепенные компоненты и ассоциированные с манграми.

### Основные компоненты
К основным компонентам мангровой растительности относятся виды, соответствующие следующим всем или почти всем критериям:
1. Представители вида произрастают почти исключительно в мангровых лесах, в других местах они встречаются крайне редко.
2. Важная роль в структуре биоценоза и способность образовывать чистый древостой.
3. Морфологическая специализация к условиям обитания, например, воздушные корни и вивипария.
4. Наличие физиологических механизмов, позволяющих выводить соль и резко ограничивать её поступление с солёной водой.
5. Таксономическая изоляция от сухопутных родственников, чисто мангровые растения изолированы на уровне семейств и подсемейств, менее важные на уровне родов[42].

Основные компоненты — список семейств и родов с количеством видов
| Семейство                    | Род, число видов                                                                                              |
| ---------------------------- | --- |
| Акантовые (Acanthaceae)      | Авиценния (Avicennia), 8                                                                                      |
| Комбретовые (Combretaceae)   | Лагункулария (Laguncularia), 1 — Лагункулярия кистевидная (Laguncularia racemosa); Люмнитцера (Lumnitzera), 2 |
| Пальмовые (Arecaceae)        | Нипа (Nypa), 1 — Нипа кустистая (Nypa fruticans)                                                              |
| Ризофоровые (Rhizophoraceae) | Бругиера (Bruguiera), 6; Цериопс (Ceriops), 3; Канделия (Kandelia), 2; Ризофора (Rhizophora), 8               |
| Дербенниковые (Lythraceae)   | Соннератия (Sonneratia), 5                                                                                    |

#### Ризофоровые
Ризофоровые обычно представляют собой деревья или кустарники небольших размеров, но отдельные представители вырастают до 30—40 м. Их корневая система располагается близко к поверхности. Для них характерны ходульные, иногда, у высоких деревьев, и досковидные корни. Цветки чаще всего собраны в небольшие верхоцветные соцветия, одиночные встречаются в пазухах листьев, опыляются ветром. Цвет лепестков неяркий белый, желтоватый или коричневатый. Плоды ризофоровых жёсткие деревянистые, с одним семенем. Зародыш ризофоровых протыкает стенку плода ещё находясь на материнском растении, у ризофоры остроконечной они там вырастают до 1 м.

#### Авиценния
Род Авиценния относится к семейству Акантовые, его представители широко распространены не только в тропиках, но и являясь более холодоустойчивыми, чем другие мангровые, заходят далеко на юг. Для авиценнии характерны растущие вверх пневматофоры, поставляющие кислород через систему расположенных на концах отверстий. В отличие от ризофоровых, проросток в плодах авиценний хотя и в достаточной мере формируется ещё на материнском растении, стенку плода протыкает только после опадания.

#### Соннератия
Дербенниковые представлены 5 видами рода Соннератия — это вечнозелёные деревья высотой 15-20 м, изредка даже выше, с длинными горизонтальными корнями. Из них растут многочисленные пневматофоры, покрытые рыхлой корой. В верхней части этих выростов по мере накопления ила и песка образуются многочисленные мелкие питающие корни. Цветки достаточно крупные, обоеполые, расположенные по 1-3 либо в небольших соцветиях-щитках, с неприятным запахом. Лепестки малозаметны, могут отсутствовать совсем. Цветут ночью, к рассвету отцветают. Опыляются вечером и на рассвете птицами-нектарницами, ночью — нектароядными летучими мышами, которых привлекает выделяемый цветками нектар. Плоды — быстроразлагающиеся ягоды.
Распространены вдоль берегов Восточной Африки, Мадагаскара, в Азии до островов Хайнань и Рюкю, в Микронезии, на Зондских островах, вдоль Северной Австралии, Новой Гвинеи, Соломоновых островов и Новой Каледонии. Наиболее распространёнными видами являются соннератия белая и соннератия сырная (Sonneratia caseolaris).

### Второстепенные компоненты
Второстепенные виды не способны доминировать в растительном сообществе, редко образуют чистый древостой и произрастают в основном на периферии мангровых лесов.
Второстепенные компоненты — список семейств и родов с количеством видов
| Семейство                          | Род, число видов                                                                    |
| ---------------------------------- | ----------------------------------------------------------------------------------- |
| Мальвовые (Malvaceae)              | Camptostemon, 2                                                                     |
| Молочайные (Euphorbiaceae)         | Эксцекария (Excoecaria), 2                                                          |
| Дербенниковые (Lythraceae)         | Пемфис (Pemphis), 1 — Пемфис кисловатый (Pemphis acidula)                           |
| Мелиевые (Meliaceae)               | Ксилокарпус (Xylocarpus), 2                                                         |
| Первоцветные (Primulaceae)         | Эгицерас (Aegiceras), 2                                                             |
| Миртовые (Myrtaceae)               | Осборния (Osbornia), 1 — Osbornia octodonta                                         |
| Тетрамеристовые (Tetrameristaceae) | Пеллициера, 1 — Pelliciera rhizophorae                                              |
| Свинчатковые (Plumbaginaceae)      | Эгиалитис (Aegialitis), 2                                                           |
| Птерисовые (Pteridaceae)           | Акростихум (Acrostichum), 3                                                         |
| Мареновые (Rubiaceae)              | Сцифифора (Scyphiphora), 1 — Сцифифора гидрофилаксовая (Scyphiphora hydrophyllacea) |
| Стеркулиевые (Sterculiaceae)       | Эритьера (Heritiera), 3                                                             |

Этот список является неполным, он может быть расширен, особенно если в него включить и представителей недревесной растительности.

#### Эгицерас
Из мирисиновых в манграх наиболее распространён род эгицерас. Эгицерасы — древесные растения, высота которых не превышает 8 м. Для корней характерны пневматофоры. Листья кожистые, часто усыпанные кристалликами соли. Плод эгицерасов содержит одно удлинённое семя, прорастает ещё на дереве, но, в отличие от многих мангровых растений, оболочку плода протыкает только после опадания. Эгицерас рожковидный (Aegiceras corniculatum), широко распространён вдоль берегов Индийского и Тихого океанов от Индии и Шри-Ланки до Южного Китая и Северо-Восточной Австралии. Эгицерас цветущий (Aegiceras floridum) произрастает исключительно в Малезии.

### Ассоциированные компоненты
Мангровые деревья создают устойчивое основание для развития других жизненных форм растений. Все эти виды встречаются не только в мангровах, но и в прилегающих переходных зонах, некоторые повсеместно в тропиках. Некоторые растения, у которых семена или проростки способны переносить морские путешествия, заселяют все побережья, куда их могут доставить морские течения. К ним относятся, например, некоторые представители родов Ахирантес, Энтада, Ипомея, Pluchea, Сыть, Сезувиум, Suriana. Осоковые, злаки, ситниковые встречаются в только в относительно открытых местах, куда они проникают с прилегающих территорий.

#### Внеярусная растительность
Представителями лиан являются лозовидные цезальпинии и виды рода Derris, древовидные ротанговые пальмы каламусы, лазающие папоротники. Деревья, служащие лианам опорой, растут ближе к морю, чем корни этих лиан.
На коре стволов и ветвей деревьев растут эпифиты — как лишайники, так и сосудистые растения, среди последних несколько видов папоротников и орхидей. Среди эпифитов много бромелиевых, в частности в американских манграх широко распространена тилландсия уснеевидная (Tillandsia usneoides) — похожее на лишайник цветковое растение, не имеющее корневой системы. Её ветвистые побеги могут вырастать до 8 м. В целом, видовой состав произрастающих в мангровых лесах лиан и эпифитов такой же, как и в прилегающих окрестностях.
Примером растений, которые используют мангровые деревья не только для опоры, но и паразитирующие на них, могут служить представители семейства Ремнецветниковые в Австралии и на Новой Гвинее. Получая воду из организма хозяина, паразиты вынуждены были приспособиться к её повышенной солёности. Многие из них смогли приспособиться только к определённому уровню концентрации соли, поэтому они вынуждены специализироваться на определённых видах деревьев, например Amyema thalassium используют только авиценнию, бругиеру и эксцекарию.

## Фауна
Животный мир мангров, в отличие от растительного, исключительно разнообразен, здесь присутствуют как обитатели водной среды, так и сухопутные животные. В отличие от флоры, сухопутная лесная фауна мангров не очень отличается от фауны прилегающих лесов. В кронах обитают обезьяны, например, эндемик Калимантана листоядный носач; примером птиц могут служить попугаи. Среди ходульных корней и в кронах деревьев велико видовое разнообразие пауков, их паутины могут достигать 2 м в диаметре. Много летающих насекомых, особенно москитов.

### Водные беспозвоночные
Мангровые деревья предоставляют подводным обитателям как питательные вещества, так и свои боковые корни и пневматофоры, которые очень значительно увеличивают придонную поверхность и среди окружающей грязи представляют собой твёрдый субстрат. Встречаются представители разных типов, в том числе моллюски, членистоногие, сипункулиды, нематоды, немертины, плоские черви, кольчатые черви. Наиболее многочисленными и заметными являются моллюски и ракообразные. Среди ракообразных преобладают крабы, наиболее характерными для мангров семействами являются Ocypodidae и Grapsidae. Виды крабов Grapsidae могут быть морскими, реже пресноводными, вести смешанный водно-сухопутный образ жизни и даже быть практически сухопутными. Чаще, чем другими организмами, корни мангровых деревьев покрыты усоногими, которые, при обильном размножении, могут замедлять рост деревьев.
В заливаемых местах обитают устрицы, а также другие виды двустворчатых моллюсков. Брюхоногие предпочитают более высокие места, но могут переносить и затопление приливом.

### Рыбы
Многочисленные малые водоёмы (ручьи, лужи, протоки) являются местообитанием множества разнообразных рыб. Во время прилива рыба кормится на всём пространстве мангровых лесов. Различные виды промысловых рыб используют мангры как место для размножения.
Весьма характерными представителями фауны мангров являются илистые прыгуны — рыбы, которые заметную часть своего времени проводят на суше. Усваивать кислород они могут не только с помощью жабр, но и прямо из воздуха через кожу. Благодаря особенностям строения грудных плавников прыгуны имеют возможность передвигаться прыжками по суше, с помощью грудных плавников и хвоста забираться вверх по ветке, с помощью брюшной присоски удерживаться на почти вертикальных поверхностях.

### Насекомые
Насекомые являются одной из наиболее заметных групп мангровой фауны, включающей в себя и растительноядных, и детритофагов, и хищников. Сами насекомые представляют собой важнейший источник пищи для других животных, кроме того, некоторые из них очень важны для опыления. Для людей наиболее чувствительно присутствие летающих кровососущих насекомых и муравьёв, тем не менее другие могут играть не менее важную экологическую роль.

### Паукообразные
Из паукообразных особенно заметны пауки благодаря их паутинам. Например, самки Nephila clavipes, длиной до 6 см, плетут паутины до 2 м в диаметре. Добычей этих ловчих сетей пользуются Argyrodes, не строящие собственной паутины. Очень эффектны представители семейства пауков-кругопрядов, имеющие яркую, отпугивающую естественных врагов, окраску. Большинство пауков встречаются не только в мангровах, но и в окружающих лесах. Приспособившиеся к жизни в полуводной среде пауки встречаются среди видов, не строящих ловчие сети, которые во время отлива спускаются с деревьев и охотятся на земле.

### Земноводные и пресмыкающиеся
Кроме нескольких видов жаб и лягушек, земноводные в солёной воде не встречаются. Самым распространённым земноводным, обитающим в манграх, является крабоядная лягушка.
В отличие от земноводных, пресмыкающиеся обычны для мангровых лесов. Здесь обитает очень много видов змей и ящериц, и несколько видов крокодилов и аллигаторов. Большинство змей встречаются и на прилегающих к манграм территориям, а сюда забираются в погоне за добычей, но некоторые виды характерны именно для мангров. Проникновение змей происходит как со стороны суши, так и со стороны моря. Ящерицы характерны для прилегающей суши. У разных пресмыкающихся выработались различные приспособления для выживания в солёной среде, например солевыводящие железы, плотная чешуя, умение выбрать место и время приёма пищи и воды. Разные виды приспособлены по-разному, могут переносить разную солёность воды и в течение разного времени.

### Птицы
Птицы отличаются высокой мобильностью и многие виды проводят в мангровых зарослях только часть своего времени. Для одних характерны сезонные миграции, другие перемещаются ежедневно в зависимости от времени суток или уровня приливов и отливов. В манграх птицы могут питаться, использовать их для гнездования, пережидать в них приливы. Многие птицы, особенно воробьинообразные полностью зависят от мангровых лесов, питаясь либо частями местных деревьев, либо, чаще, ассоциированными с ними насекомыми. Для них характерна пищевая специализация: насекомоядные могут или счищать себе пищу с листьев, или искать её в древесной коре, или ловить насекомых в воздухе, или, собирающих нектар в цветках. Птицы, имеющие сходный способ питания, используют для этого разные виды деревьев и при этом разные ярусы леса или предпочитают опушки.

### Млекопитающие
Несмотря на множество млекопитающих, обитающих в манграх, их подавляющее большинство встречаются также за их пределами. Это связано с тем, что водные животные вынуждены покидать их во время отлива, сухопутные во время прилива, а живущие на деревьях, например, обезьяны и летучие мыши, обладают высокой мобильностью.
Из полностью водных животных в мангровах постоянно живут дюгони и некоторые китообразные, на время отлива находящие себе убежище в ручьях и реках, протекающих в этих местах. Более близкие к берегу мангровые леса посещают дельфины и морские свиньи. Из мелких хищников в поиске рыбы и крабов сюда заходят кошки-рыболовы, мангустовые, бандикуты, еноты-ракоеды. В Юго-Восточной Азии встречаются выдровые.
В поисках растительной пищи с прилегающей суши сюда заходят антилопы, олени, свиньи, реже встречаются яванский носорог, азиатский буйвол, барасинга. Домашние верблюды и буйволы являются важными потребителями листвы в Аравии и дельте Инда.
Некоторые звери, например бенгальский тигр, сейчас встречаются в манграх только потому, что человек вытеснил их из остальных мест обитания. По-настоящему специализированы для жизни в мангровах всего несколько немногочисленных видов, среди которых австралийская водяная крыса.

## Экология
Мангры поддерживают уникальные экосистемы, одни из самых продуктивных в мире. Мангровые растения служат началом пищевых цепей для многих организмов, например через образовавшийся в результате распада листьев и древесины детрит. Эти пищевые пути могут идти параллельно, а могут и смешиваться с трофическими цепями, основанными на фитопланктоне. Функции освобождения берегов от мёртвой древесины и включения составляющих её веществ в дальнейший круговорот выполняет экологическая группа редуцентов. Процесс разрушения погибших деревьев начинают моллюски (например корабельные черви) и равноногие ракообразные (например Sphaeroma), завершают морские грибы и бактерии. Корабельные черви и ракообразные могут поедать и растущие деревья, что препятствует чрезмерному загущению мангровых зарослей, способствует сохранению в них водотоков и постоянному поступлению питательных веществ.
Мангры создают физические места обитания для многих морских и наземных животных, в том числе образуя защищённые водотоки.
В местах своего произрастания мангры способствуют накоплению ила и песка, во внутренних частях образуется настоящая почва. Мангровые ризофоровые деревья могут создавать небольшие острова на мелководьях, которые сначала появляются поодиночке, а в дальнейшем сливаются.
Большое количество разлагающихся органических остатков вызывает отсутствие свободного кислорода уже в нескольких миллиметрах от поверхности. Из множества плохо поддающихся разложению волокон древесины, смешанных с илом, образуются гумус и даже торф, содержащие гуминовые кислоты. Это приводит к повышению кислотности воды и созданию непривычных для морских обитателей условий, например у моллюсков появляются проблемы с формированием известковой раковины. Если материнская горная порода состоит из известковых отложений, этот эффект может быть нейтрализован.
Сведение мангровых лесов приводит к деградации экосистем, потому что мангровые растения растут медленно, для восстановления требуется не менее 100 лет, а другие их заменить не могут из-за неприспособленности к условиям. Это позволяет считать мангры невозобновляемыми ресурсами. Кроме того, мангры очень чувствительны к загрязнению и нарушению притока пресной воды.

## Значение
Мангровые экосистемы очень важны для человечества и для природы в целом, выполняя при этом защитную, экологическую и экономическую функции. Несмотря на сравнительно небольшую площадь распространения, мангровые экосистемы очень важны для защиты берегов от разрушающих воздействий океана, воспроизведения рыбы, создания местообитаний мелких животных континентального шельфа, мест гнездования птиц. По некоторым данным, с мангровыми экосистемами в той или иной степени связан жизненный цикл до 90 % всех промысловых рыб тропических вод. Корни мангровых растений задерживают осадки и укрепляют почву, тем самым сдерживая эрозию. Мангровые леса ослабляют разрушительные действия ураганов и цунами. Как от постоянной эрозии, так и от стихийных бедствий мангры защищают более эффективно, чем искусственные защитные сооружения, построенные на их месте.

### Прямое использование мангровых деревьев
Экономическую выгоду от прямого использования мангровых деревьев подсчитать сложно, точная информация собирается только для коммерческих масштабов, а значительная часть мангровой продукции используется на местные нужды.
Древесина мангровых деревьев используется на топливо в виде дров или древесного угля, для производства пиломатериалов, ДСП, шпал, бумаги, спичек, синтетических волокон, для постройки лодок, дрова используются и для копчения рыбы. В строительстве она используется в качестве балок, столбов, свай, ограждений, строительных лесов, для подпорок в шахтах. Из неё изготавливают рукоятки инструментов, игрушки, музыкальные инструменты. Из коры получают дубильные вещества для обработки кож (в коре ризофоровых до 40 % дубильных веществ). Листья используются как корм для скота.
В качестве продукта питания используются съедобные плоды, семена, листья, проростки, как в свежем виде, так и для изготовления сахара, алкогольных и безалкогольных, в том числе ферментированных напитков, десертов, пряностей, уксуса, заменителей чая. Сок нипы, содержащий 14-17 % сахарозы, используется для производства алкогольных и безалкогольных напитков. Её листья вываривают для получения пищевой соли.
Многие компоненты различных мангровых растений используют в медицине, а также для изготовления клея, косметики, масла для волос, красителей, листья используют в качестве папиросной бумаги. Волокна старых листьев нипы применяются для плетения шляп, корзин, матрацев, зонтиков и других изделий, из черешков её листьев делают поплавки для рыболовных сетей.

### Использование мангровых экосистем
Помимо прямого использования мангровых деревьев, человек эксплуатирует и другие возможности мангровых экосистем. Животные мангров являются важным источником пищевых и других продуктов, особенно важны рыба и креветки. Раковины моллюсков собирают как источник извести. Цветки мангровых растений посещаются пчёлами, в результате чего собирается мёд и другие продукты пчеловодства.
Мангры представляют собой интерес для экотуризма, например, в мангровом болоте Карони на Тринидаде можно увидеть красного ибиса, на полуострове Флорида и в Гондурасе — поплавать на байдарке среди мангровых зарослей. Примером заповедника с разносторонними достопримечательностями может служить Куала Селангор на реке Селангор в Малайзии. Здесь доступны наблюдению разные птицы, в том числе зимородки, цапли, щурки. Выше уровня прилива проложены пешеходные пути, с которых можно наблюдать водных обитателей, например варанов и крабов. На лодках можно добраться до мест, где сверкают синхронно мерцающие светлячки. Экотуризм пока ещё развит слабо, но он интересен как потенциальный источник доходов.

## Сохранность и угрозы
Мангры являются одними из наиболее легко и полностью уничтожаемых в результате деятельности человека экосистем, но при учёте особенностей механизма их функционирования возможно их эффективное использование без нанесения существенного ущерба.

### Эксплуатация ресурсов
С давних времён мангры вырубали для получения на продажу древесины, топлива и сырья для красителей и кожевенного производства. Непонимание значения мангров привели к уничтожению, в некоторых случаях преднамеренному, значительной их части. С 1980 по 2005 год площадь мангровых лесов сократилась на 20 %. Несмотря на то, что скорость исчезновения мангровых лесов снижается, она остаётся угрожающе высокой.
Эксплуатация мангровых ресурсов способствовала исчезновению большей части девственных мангровых лесов. Любое использование природных ресурсов экосистемы неизбежно приводит к её изменению. Если в лесу рубят деревья преимущественно каких-либо видов или возраста, неизбежно изменяется видовая структура и снижается биоразнообразие, или изменяется возрастная структура и архитектура леса. Сопутствующее физическое воздействие препятствует укоренению сеянцев и, следовательно, естественному лесовосстановлению.

### Потеря территорий
Однако нерациональное использование мангровых ресурсов не является основной угрозой. При устойчивой организации хозяйствования возможно долговременное использование ресурсов без существенного ущерба экосистеме. Сокращение ареала мангров чаще всего происходит и из-за расчистки территорий под строительство, сельское хозяйство и аквакультуру. Манграм приходится конкурировать с урбанизацией, развитием туризма, инфраструктуры, необходимостью производства креветок, риса и соли. По некоторым оценкам, 7—8 % утерянных площадей мангровых лесов исчезло вследствие расчистки территорий под аквакультуру креветок.

### Загрязнения
Определённую опасность представляют собой загрязнения. Основной причиной теплового загрязнения являются воды, охлаждающие ТЭС, но оно редко наносит ощутимый ущерб. Тяжёлые металлы, попадающие в мангровые леса из промышленных отходов и мест добычи полезных ископаемых, опасны тенденцией к накоплению. Пестициды и гербициды, стекающие с окружающих сельскохозяйственных территорий, со временем разлагаются даже в анаэробной почве, хотя и медленно. Влияние загрязнений из канализации сильно зависит от их состава и количества. Поставляя относительно несолёную воду и питательные вещества, особенно нитраты, они могут способствовать повышению продуктивности экосистемы. Однако избыток нитратов может вызвать чрезмерное размножение водорослей и микробов, что может привести к нарушению газообмена в воздушных корнях мангровых растений, выведению кислорода из воды, вызвать препятствия развитию проростков и др. Тем не менее, наиболее ощутимый ущерб наносит загрязнение нефтью и нефтепродуктами.

### Повышение потребления воды
Навредить манграм может и повышение потребления воды, например для ирригации, что может вызвать изменение водного режима реки и снизить в ней солёность воды, даже если это происходит в сотнях километров от моря. Отдельную угрозу представляет собой продолжающееся глобальное потепление, вызванное увеличением содержания углекислого газа в атмосфере и сопутствующее ему повышение уровня моря. Серьёзный в местных масштабах ущерб может быть вызван и естественными причинами, как например ураган.

### Современное состояние
Большинство стран прекратило расчистку мангровых территорий для выращивания креветок и требует тщательного анализа всех последствий для передачи территории мангров для других целей. Принимаются меры по лесовосстановлению как путём посадки мангровых деревьев, так и содействием естественному возобновлению. В последние десятилетия темпы исчезновения мангров сократились от 187 000 га (1,04 %) в год в 1980-х до 102 000 га (0,66 %) в год в 2000—2005 годах. Тем не менее потеря земель продолжает представлять собой серьёзную угрозу.
В некоторых странах в 2000—2005 годах зафиксирован прирост мангровых территорий. Например в Бангладеш он был достигнут благодаря мерам по охране и лесовосстановлению своей части крупнейшего в мире массива мангров — Сундарбана. В Эквадоре на многих участках, отданных под пруды и инфраструктуру аквакультуры креветок и площадки для производства соли, были восстановлены мангры. В ОАЭ зафиксированная площадь мангров увеличилась только благодаря обнаружению участков, не включённых в предыдущие отчёты.
Более чем в 20 странах площадь мангров стабилизировалась, однако в некоторых из них, например в Судане и Саудовской Аравии, заметно ухудшилось качество древостоя из-за повреждения пасущимися верблюдами и загрязнения разлившейся нефтью.